# Deutsche Cadre-71/2-Meisterschaft 1937

Veranstaltungsort: Köln

Die Deutsche Cadre-71/2-Meisterschaft 1937 ist eine Billard-Turnierserie und fand vom 6. bis 8. April 1937 in Köln zum ersten Mal statt.

## Geschichte
Nachdem bereits 1930 die erste Weltmeisterschaft im Cadre 71/2 ausgetragen wurde, fand 1937 auch die erste deutsche Meisterschaft in dieser Billarddisziplin statt. Ausgerichtet wurde sie durch die erfahreren Mitglieder des Kölner BC 1908. Die Räume im Jagdsaal des Hofbräuhauses waren der Ausrichtungsort. Eine Woche vor dem Turnierstart fand hier die Dreiband-Weltmeisterschaft 1937 statt. Leider waren die feuchten Wetterbedingungen nicht optimal. Deshalb waren die Leistungen nicht so gut wie erwartet. Trotzdem wurden alle deutschen Rekorde verbessert.
Den ersten Titel sicherte sich der zweifache Weltmeister im Cadre 45/2 Albert Poensgen. Er verlor nur gegen seinen Klubkameraden Walter Joachim mit 119:300 in 14 Aufnahmen. Auch Platz zwei ging mit Werner Sorge an einen Akteur der Berliner Billardfreunde 1921. Er verbesserte die deutschen Rekorde im Generaldurchschnitt (GD) auf 13,00 und in der Höchstserie (HS) auf 124. Den dritten Rekord erzielte der Drittplatzierte Walter Joachim in der Partie gegen Poensgen mit 21,42 im besten Einzeldurchschnitt (BED).

## Modus
Es wurde im Round-Robin-Modus bis 300 Punkte gespielt.
Die Endplatzierung ergab sich aus folgenden Kriterien:
1. Matchpunkte
2. Generaldurchschnitt (GD)
3. Bester Einzeldurchschnitt (BED)
4. Höchstserie (HS)

## Teilnehmer (Alphabetisch)
1. Carl Foerster (Aachen)
2. Walter Joachim (Berlin)
3. Albert Poensgen (Berlin)
4. Werner Sorge (Berlin)
5. Gerd Thielens (Bochum)
6. Otto Unshelm (Dresden)

### Abschlusstabelle
| Klassement                | Klassement      | Klassement | Klassement | Klassement | Klassement | Klassement | Klassement | Klassement |
| Platz                     | Name            | MP         | Pkte.      | Aufn.      | GD         | BED        | HS         |            |
| ------------------------- | --------------- | ---------- | ---------- | ---------- | ---------- | ---------- | ---------- | ---------- |
| 1                         | Albert Poensgen | 8:2        | 1319       | 133        | 9,91       | 12,00      | 63         |            |
| 2                         | Werner Sorge    | 6:4        | 1327       | 102        | 13,00      | 20,00      | 124        |            |
| 3                         | Walter Joachim  | 6:4        | 1184       | 126        | 9,39       | 21,42      | 111        |            |
| 4                         | Carl Foerster   | 4:6        | 1191       | 138        | 8,63       | 10,00      | 90         |            |
| 5                         | Otto Unshelm    | 4:6        | 1161       | 148        | 7,84       | 10,34      | 54         |            |
| 6                         | Gerd Thielens   | 2:8        | 1214       | 139        | 8,73       | 17,64      | 63         |            |
| Turnierdurchschnitt: 9,40 |                 |            |            |            |            |            |            |            |